# ابن زريق البغدادي
ابن زريق البغدادي (المتوفي سنة 420 هـ / 1029 م) هو أبو الحسن علي أبو عبد الله بن زريق الكاتب البغدادي شاعر عباسي. ارتحل ابن زريق البغدادي عن موطنه الأصلي في بغداد قاصداً بلاد الأندلس، لعله يجد فيها من لين العيش وسعة الرزق ما يعوضه عن فقره، ويترك الشاعر في بغداد زوجة يحبها وتحبه كل الحب، ويخلص لها وتخلص له كل الإخلاص، فمن أجلها يهاجر ويسافر ويغترب وهناك في بلاد الأندلس - كما تقول لنا الروايات والأخبار المتناثرة - يجاهد الشاعر ويكافح من أجل تحقيق الحلم، لكن التوفيق لا يصاحبه، فهناك يمرض ويشتد به المرض وتكون نهايته ووفاته في الغربة ؛ ويضيف الرواة بعداً جديداً للمأساة، فيقولون أن القصيدة التي لا يعرف له شعرٌ سواها وجدت معه عند وفاته سنة أربعمائة وعشرين من الهجرة.

## قصيدة لا تعذليه فإن العذل يولعه
يخاطب فيها زوجته، ويؤكد لها حبه حتى الرمق الأخير من حياته، ويترك خلاصة لتجربته مع الغربة والرحيل، من أجل الرزق وفي سبيل زوجته التي نصحته بعدم الرحيل فلم يستمع إليها. وفي ختام قصيدته يظهر نادما متصدع القلب من لوعةٍ وأسى، حيث لا أنيس ولا رفيق ولا معين.
والمتأمل في قصيدة ابن زريق البغدادي لا بد له أن يكتشف رقة التعبير فيها، وصدق العاطفة، وحرارة التجربة ؛ فهي تنم عن أصالة شاعر مطبوع له لغته الشعرية المتفردة، وخياله الشعري الوثّاب، وصياغته البليغة المرهفة، ونفسه الشعري الممتد؛ والغريب ألا يكون لابن زريق غير هذه القصيدة، الذي لم تحفظ له كتب التراث الشعري غير قصيدته هذه. والأرجح أنه له قصائد غيرها مما لم تحفظه كتب الأدب، وإن كامنت هذه القصيدة نموذج شديد الوضوح لقيم الاغتراب ومشاعره المتنوعة

## إنتاجات فنية عنه
صدرت رواية «ابن زريق البغدادي - عابر سنين» للروائي والشاعر الدكتور أحمد الدوسري  عن مؤسسة الدوسري للثقافة والإبداع في المنامة، وتتناول سيرة الشاعر ابن زريق البغدادي المغترب من بغداد إلى الأندلس وكتابته لأشهر قصيدة حب ولوعة واغتراب في الشعر العربي.
وقّع المنتج الأردني إسماعيل كتكت صاحب شركة فرح ميديا عقدًا مع الدكتور الدوسري لإنتاج روايته ابن زريق البغدادي. لتقدم في رمضان 2011 في أكبر إنتاج عربي. وأسندت مهمة كتابة السيناريو للسيناريست مراد منير.

## وصلات خارجية
- ابن زريق البغدادي على موقع بوابة الشعراء.